# Палариково
Палариково (слч. Palárikovo, мађ. Tótmegyer) насељено је мјесто са административним статусом сеоске општине (слч. obec) у округу Нове Замки, у Њитранском крају, Словачка Република.

## Становништво
| Година:    | 1994. | 2004.   | 2014.   | 2024.   |
| ---------- | ----- | ------- | ------- | ------- |
| Број људи: | 4385  | 4398    | 4301    | 4203    |
| Разлика:   |       | +0,29 % | -2,20 % | -2,27 % |

| Година:    | 2023. | 2024.   |
| ---------- | ----- | ------- |
| Број људи: | 4224  | 4203    |
| Разлика:   |       | -0,49 % |

Према подацима о броју становника из 2011. године насеље је имало 4.332 становника.